# Bad Eilsen
Bad Eilsen er en by og kommune i det nordvestlige Tyskland med knap 2.400 indbyggere (2013)[kilde mangler], beliggende midt i Samtgemeinde Eilsen som den er administrationsby for. Den ligger i den sydvestlige del af Landkreis Schaumburg i delstaten Niedersachsen.

## Geografi
Bad Eilsen er beliggende ca. 4 km sydøst for Bückeburg ved motorvejen A2. Kommunen ligger mellem højdedragene Harrl og Bückeberg, nord for Wesergebirge og mellem nabobyerne Bückeburg, Rinteln og Obernkirchen. Mod sydvest i samtgemeinden (storkommunen) findes grænsen til Nordrhein-Westfalen. Floden Bückeburger Aue, der er en biflod til Weser, løber igennem Bad Eilsen.